# Nachtsichtgerät

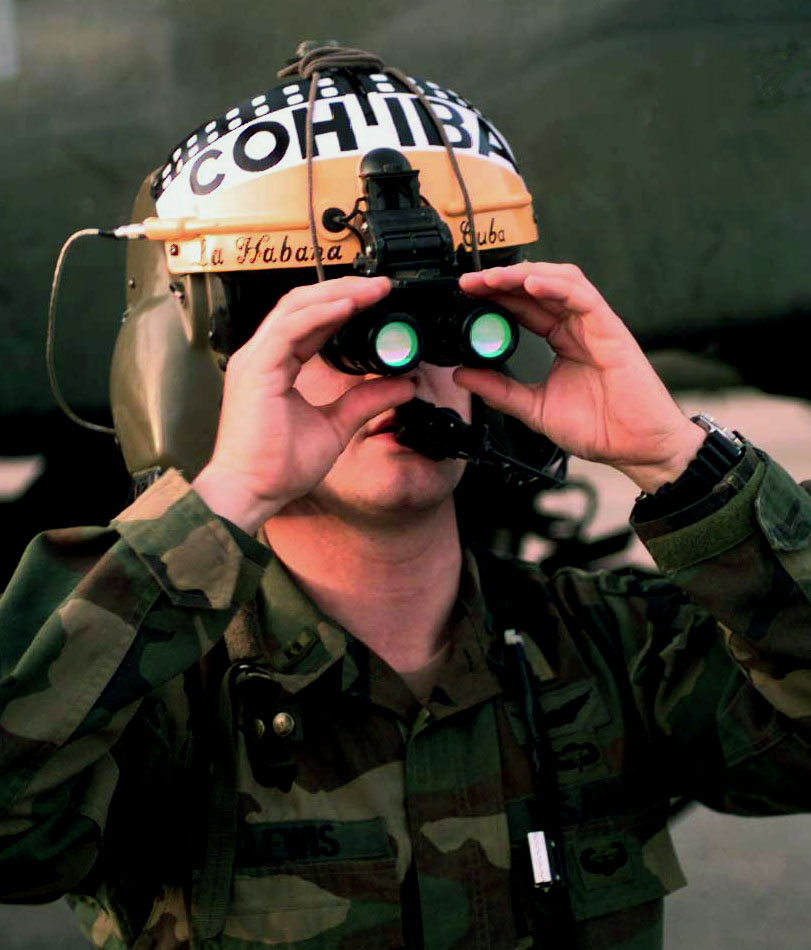
Nachtsichtgerät an einem Pilotenhelm

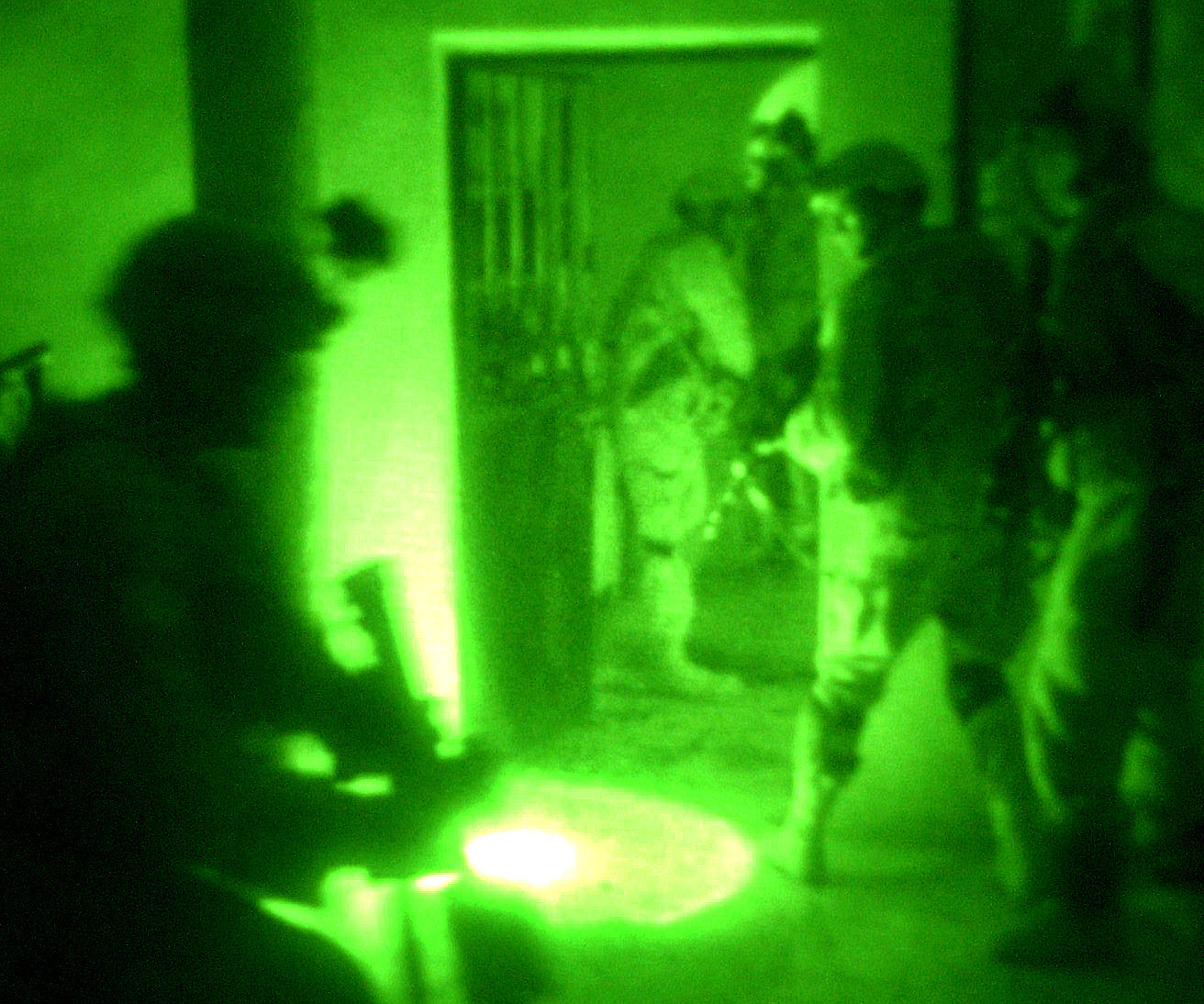
Blick durch einen Restlichtverstärker

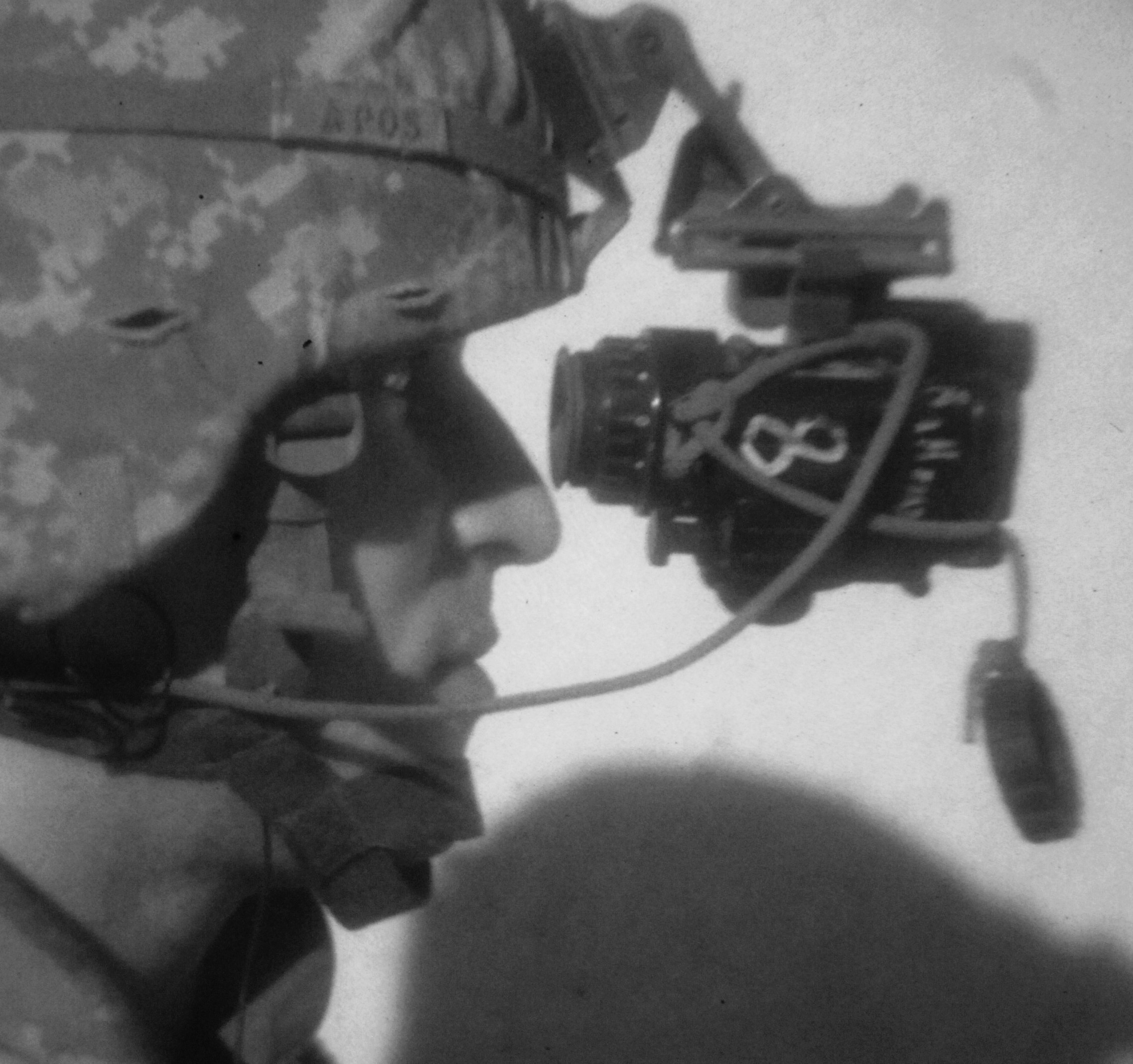
Am Helm eines Soldaten der US Army befestigtes Nachtsichtgerät

Ein Nachtsichtgerät ist eine technische Vorrichtung, welche die visuelle Wahrnehmung in Dunkelheit oder Dämmerlicht ermöglicht oder verbessert.
Nachtsichtgeräte werden von Naturforschern, Jägern, dem Militär, der Polizei, von Sicherheitsdiensten und auch von Privatpersonen verwendet. Nachtsichtgeräte eignen sich auch zur Beobachtung der Strahlung von im Infrarotbereich arbeitenden Lasern.

## Funktionsweise
Es gibt verschiedene Methoden, die das Sehen bei Dunkelheit oder sehr schwachen Lichtverhältnissen ermöglichen oder verbessern:
- Indem das vorhandene schwache Licht verstärkt wird, siehe auch Bildverstärker
- Indem (für das Auge unsichtbare) Nahinfrarotstrahlung  in sichtbares Licht umgewandelt wird (Bildwandlerröhre, Halbleiter-Bildsensor). Diese Methode benötigt immer Beleuchtung mit Infrarotscheinwerfern.
- Indem die Wärmestrahlung (Infrarotstrahlung im MIR-Bereich) der Objekte selbst sichtbar gemacht wird, wenn deren Temperatur von der Umgebung abweicht. Die Wellenlänge dieser Infrarotstrahlung liegt bei 5–15 µm und kann mit Wärmebildkameras aufgenommen werden. Die Methode eignet sich besonders zur Beobachtung von warmblütigen Lebewesen, frisch abgestellten Fahrzeugen und Unterständen.
- Kamerasysteme mit hochempfindlichem CCD-Sensor und großer Eingangslinse können mit sehr geringen Lichtstärken arbeiten und dadurch als Nachtsichtgeräte genutzt werden. Diese Geräte haben gegenüber allen anderen Verfahren den Vorteil, auch Farbbilder erzeugen zu können.

### Bildwandler und Restlichtverstärker
Das Kernstück üblicher Nachtsichtgeräte für das nahe Infrarot ist eine Bildwandlerröhre bzw. ein Restlichtverstärker, bei denen auf der Eintrittsseite auf eine Fotokathode auftreffende Strahlung (bis etwa 1,8 µm Wellenlänge) Elektronen auslöst, die, durch eine Hochspannung im Vakuum beschleunigt, an der Gegenseite auf einen Leuchtschirm auftreffen und dort durch Fluoreszenz ein meist grünliches Bild erzeugen. Optiken aus Glas bilden die Umgebung auf der Fotokathode ab und ermöglichen eine Betrachtung der kleinen Bildschirme ähnlich wie bei einem Fernglas oder dem Sucher eines Camcorders.
Ist sichtbares Licht oder Infrarotstrahlung für diesen Verstärkungseffekt nicht ausreichend vorhanden, kann eine Infrarotlampe die Umgebung unsichtbar für das menschliche Auge ausleuchten.
Die Geräte nach dem Bildwandlerprinzip im nahen Infrarot oder durch Restlichtverstärkung im sichtbaren Bereich werden beispielsweise von Jägern und vom Militär eingesetzt. Sie sind am Tag nicht einsetzbar und können durch direkte Sonneneinstrahlung beschädigt werden.

### Geschichte und Gerätegenerationen
Bildwandler- und Restlichtgeräte werden in „Generationen“ unterschieden (siehe auch bei Restlichtverstärker).
Geräte der Generation 0 (Infrarot-Umwandler nach dem Nahfokus-Prinzip) sind seit etwa 1940 bekannt und wurden bereits während des Zweiten Weltkrieges in Militärfahrzeugen eingesetzt. Ein erhaltenes Exemplar befindet sich in der wehrtechnischen Sammlung Koblenz, auf einem Fahrzeug vom Typ Panzerkampfwagen V Panther montiert.
Eine Bildwandlerröhre ist die AEG-Telefunken 6914, wie sie auch im bei der Bundeswehr eingesetzten Gerät Fero51 verbaut ist.

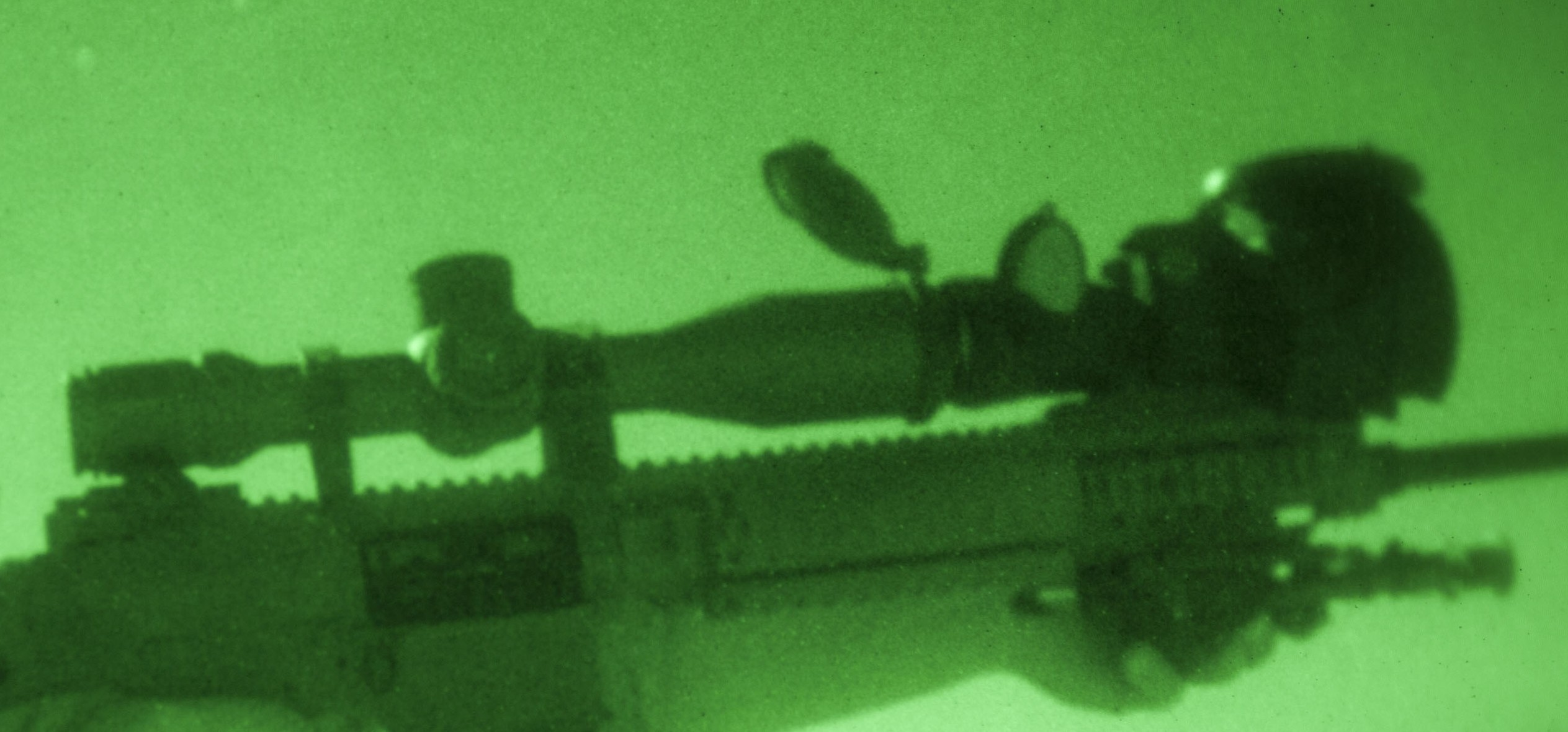
Scharfschützengewehr M110 mit Zielfernrohr und Vorsatz-Nachtsichtgerät

Die Generation 1 (Lebensdauer max. 1000–2000 Stunden) arbeitet mit Bildwandlerröhren nach dem Inverterprinzip – eine Elektronenoptik ermöglicht höhere Verstärkung (1000–8000-fach) und auch eine Bildverkleinerung. Geräte der Generation 1 werden meist mit Infrarotbeleuchtung ergänzt. Einige Geräte der belarussischen Firma Dipol reichen nahezu an solche der Generation 2 heran. Das Militär verwendete vor Jahrzehnten eine Technik, bei der mehrere Röhren hintereinander geschaltet wurden und zu besseren Ergebnissen führten. Diese sehr klobigen Geräte wurden jedoch fast ausschließlich in Fahrzeugen (z. B. Panzer) eingebaut.
Die Generation 2 (Lebensdauer etwa 10.000–15.000 Stunden) arbeitet zusätzlich mit einer Mikrokanalplatte (MCP) zwischen der Fotokathode und dem Bildschirm. Mikrokanalplatten stellen für jeden Bildpunkt (Pixel) einen Sekundärelektronenvervielfacher dar und ermöglichen eine bis zu 20.000-fache Restlichtverstärkung.
Die Generation 3 (Lebensdauer etwa 15.000 Stunden) ist eine weitere Verbesserung dieser mit Mikrokanalplatten arbeitenden Geräte. Hier wird zusätzlich das empfindliche chemische Galliumarsenid (GaAs) eingesetzt, wodurch eine bis zu 50.000-fache Lichtverstärkung erreicht wird.
Die Generation 4 war 2009 nur dem Militäreinsatz vorbehalten und nicht im Handel erhältlich. Hier werden u. a. digitale Signalprozessoren zur Bildverarbeitung und -optimierung der durch spezielle ebCCDs erzeugten Bilddaten eingesetzt.

### Wärmebildgeräte
Nach dem Prinzip einer Wärmebildkamera arbeitende Nachtsichtgeräte sind empfindlich für die Wärmestrahlung der Objekte selbst. Sie arbeiten mit pyroelektrischen oder Bolometer-Arrays (Focal Plane Array). Die Geräte sind wesentlich teurer und werden beispielsweise bei der Suche nach vermissten Personen oder vom Militär eingesetzt. Die Geräte besitzen Objektive aus einkristallinem Germanium und können auch am Tag eingesetzt werden.

## Anwendungen und weitere Arten

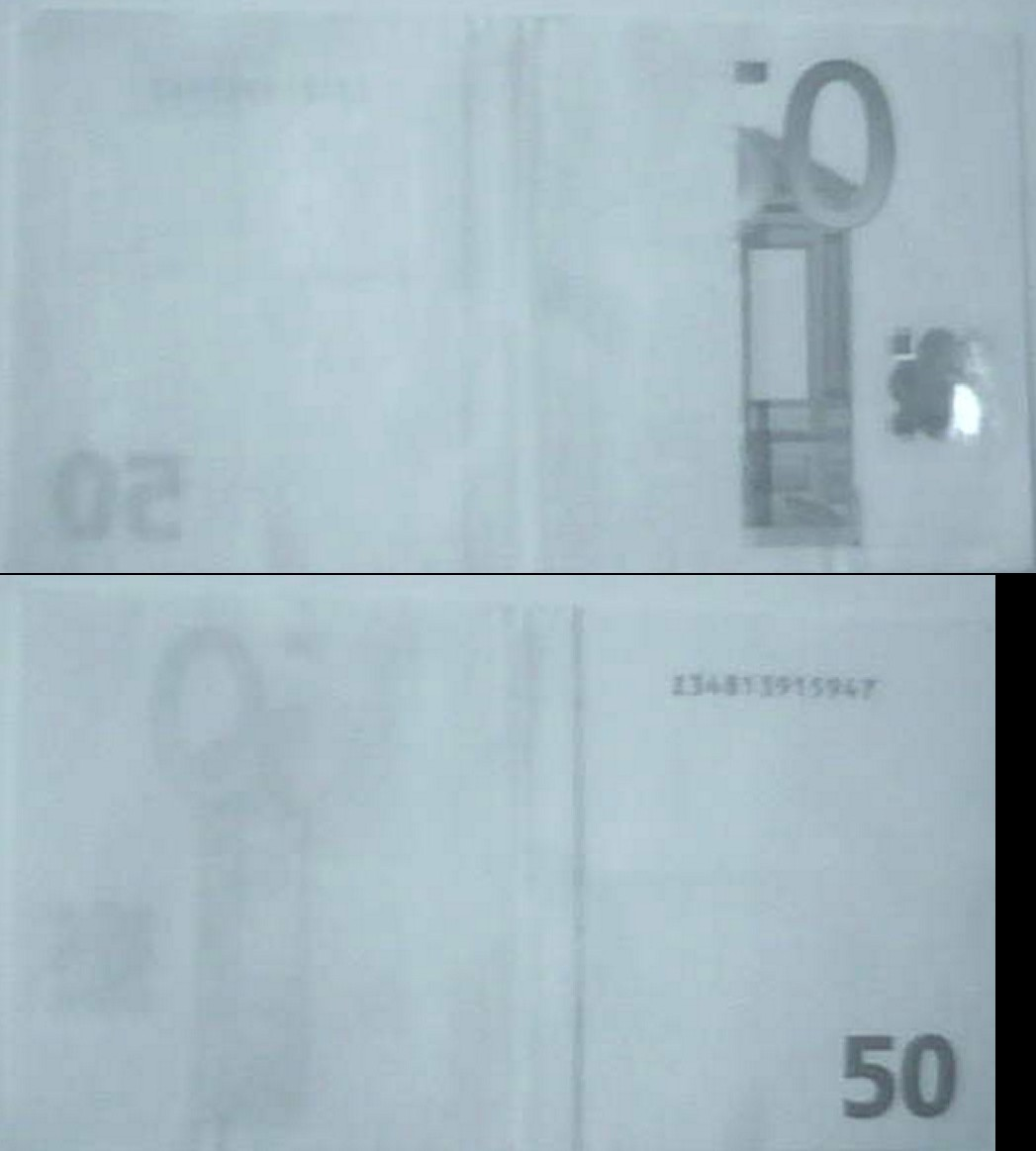
50-Euro-Schein mit Infrarotkamera fotografiert. Oben die Vorder-, unten die Rückseite. Im IR-Licht ist nur der rechte Teil der Vorderseite und die von der Rückseite durch„scheinende“ 50 und auf der Rückseite nur die Seriennummer und die 50 und beidseitig der Sicherungsstreifen sichtbar.

Auf dem zivilen Markt sind insbesondere Geräte der 1., 2. und 3. Generation erhältlich. Es sind fast ausschließlich Handgeräte in monokularer oder binokularer Bauform, die Ferngläsern ähneln. Manche verfügen auch über ein Tragesystem für den Kopf. Die Tendenz geht zu immer kleineren, leichteren und (hauptsächlich in Bezug auf die Batterielaufzeit) leistungsfähigeren Geräten. Da Infrarotstrahlung Nebel besser durchdringt als sichtbares Licht, können Nachtsichtgeräte oder Infrarotkameras auch bei schlechten Sichtbedingungen vorteilhaft eingesetzt werden.
Im militärischen und polizeilichen Bereich, welche die Entwicklung wesentlich vorantreiben, gibt es die verschiedensten (je nach Einsatzvariante gefertigten) Modelle; das reicht von kleinen Einaugespähern, über mit Gurten am Kopf oder Helm befestigte Geräte, bis hin zu größeren Nachtsichtferngläsern. In Luftfahrzeugen sind diese ein fester Bestandteil der integrierten Ausrüstung.
Auch viele Camcorder und Digitalkameras können als Infrarot-Sichtgeräte verwendet werden, da der CCD- bzw. CMOS-Bildsensor dieser Kameras prinzipiell auch auf Infrarotstrahlung bis etwa 1,1 µm anspricht. Dafür gibt es manchmal einen Modus („night shot“), bei dem der ansonsten vor dem Chip befindliche IR-Sperrfilter weggeschwenkt wird.
Dieser Modus kann beispielsweise auch dafür genutzt werden, um die Funktionstüchtigkeit von Infrarot emittierenden Geräten (z. B. Fernbedienungen) zu überprüfen. Der Test kann meist bei Raumbeleuchtung erfolgen.
Zur Gebäudeüberwachung werden häufig Nahinfrarot-empfindliche Videokameras und passende IR-Scheinwerfer eingesetzt, um bei Nacht beobachten zu können, ohne die Umgebung durch Licht zu stören.
Wärmebild-Nachtsichtgeräte sind aufgrund ihrer hohen Anschaffungskosten kaum in privatem Gebrauch. Sie werden von der Polizei, zur Grenzüberwachung und zum Aufspüren von Personen und unbeleuchteten Fahrzeugkolonnen, Stellungen und Unterständen eingesetzt. Oft sind sie an Bord von Flugzeugen und Hubschraubern installiert. Auch kürzlich benutzte Wege und Fahrspuren können damit im Dunkeln aus der Luft erkannt werden.
Eine neuere Art von Nachtsichtgeräten benutzt anstelle von Infrarot Millimeterwellenstrahlung, diese kann sogar dünnere Wände durchdringen.

## Fusion

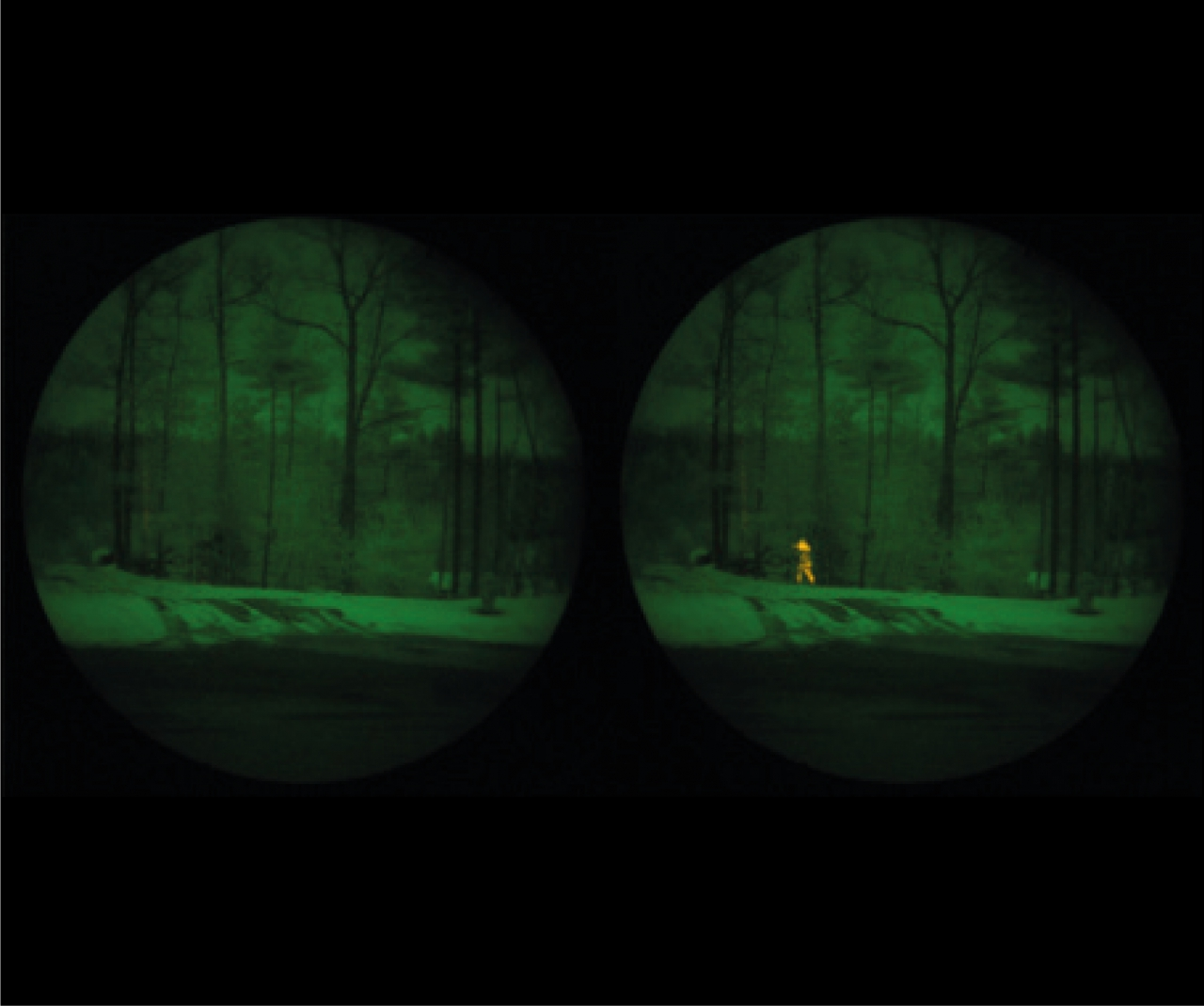
IEA Mil Optics: L3Harris FGE-PI / ENVG Fusionsnachtsichtbrille mit Bildüberlagerung

Eine Lösung der Nachteile der Restlichtverstärker- und Wärmebildtechnik ist die Kombination der einzelnen Technologien zu einem Bild. Der „Fusion“-Ansatz setzt darauf, das optische bzw. restlichtverstärkte Bild über das Wärmebild zu legen. Der Hintergedanke dieses Ansatzes ist es, mindestens zwei Bildquellen zu einem „nützlicheren“ Bild zu verschmelzen. Besondere taktische Herausforderungen auf dem Gefechtsfeld können so einfacher bewältigt werden.
Beispielsweise ist es selbst auf Distanzen von 50 m äußerst schwierig, Personen, die sich nicht bewegen, mittels Restlichtverstärkern im Wald zu detektieren. Insbesondere dann, wenn diese angelehnt an Bäume oder Büsche stehen. Die Überlagerung des Restlicht-Bildes mit dem Wärmebild bewirkt, dass die deutlichen Temperaturunterschiede zwischen Bebauung und Bewuchs, im Vergleich zu der Körpertemperatur, ebenfalls als Detektionsquelle genutzt werden können. Die Person wird somit auch auf weitere Distanzen deutlich erkennbar.
Die Überlagerung (Fusion) kann auf zwei Arten erfolgen. Die erste und seit längerem genutzte Möglichkeit ist es, einen WBG-Aufsatz vor das Nachtsichtgerät zu schalten (Clip-On). Somit können bestehende Nachtsichtgeräte bei Bedarf kampfwertgesteigert werden. Eine zweite und wesentlich leistungsfähigere Möglichkeit ist eine interne Überlagerung der Bilder. Die Fusion-Geräte stellen strenggenommen eine eigene Kategorie von Nachtsichttechnik dar. Diese Geräte haben von Beginn an sowohl Restlichtverstärkerröhren als auch einen WBG-Sensor verbaut. Die Überlagerung der beiden Bilder erfolgt intern, das Resultat ist ein deutlich leistungsstärkeres Fusion-Bild. Um Strom zu sparen, kann das Thermalbild bei Bedarf abgeschaltet werden. Solche binokularen Fusion-Brillen stellen den aktuell modernsten Stand der Technik dar.
Die US Army führt nach den US Spezialeinheiten (USSOCOM etc.) ebenfalls Fusionsgeräte des Typs L3Harris ENVG-B ein. Insgesamt sollen es über 100.000 Systeme werden.
Die Spezialeinheiten der Bundeswehr nutzen binokulare Fusionsnachtsichtbrillen des Typ L3Harris FGE-PI.